# Grundy mama játéka
Grundy mama játéka egy kétszemélyes, teljes információjú, véges, determinisztikus, zéró összegű, stratégiai matematikai játék.
A kezdő állás egy kupacnyi tárgy. A játékosok egymás után következnek, és lépésként bármelyik kupacot két kisebb, de nem egyenlő méretű kupacra osztják. A játék akkor ér véget, amikor csak 2 vagy kevesebb tárgyból álló kupacok maradnak. (Ekkor semmit nem tud a következő játékos egyenlőtlen kupacokra osztani.) Az a játékos nyer, aki az utolsó érvényes lépést tette.

## Fordítás
- Ez a szócikk részben vagy egészben  a   Grundy's game című angol Wikipédia-szócikk ezen változatának fordításán alapul.  Az eredeti cikk szerkesztőit annak laptörténete sorolja fel. Ez a jelzés csupán a megfogalmazás eredetét és a szerzői jogokat jelzi, nem szolgál a cikkben szereplő információk forrásmegjelöléseként.

## Kapcsolódó szócikk
- Grundy mama